# IC 2547
IC 2547 је спирална галаксија у сазвјежђу Мали лав која се налази на листи објеката дубоког неба у Индекс каталогу.
Деклинација објекта је + 36° 30' 11" а ректасцензија 10h 10m 4,5s. Привидна величина (магнитуда) објекта IC 2547 износи 14,9 а фотографска магнитуда 15,7. IC 2547 је још познат и под ознакама CGCG 182-80, CGCG 183-1, PGC 29582.